# Altzola Makatza
Altzola Makatza es el nombre de una variedad cultivar de manzano (Malus domestica). Esta manzana está cultivada en diversos viveros entre ellos algunos dedicados a conservación de árboles frutales en peligro de desaparición.
La manzana 'Altzola Makatza' es originaria de Alzola-Elgóibar Guipúzcoa, y actualmente se cultiva debido a su sabor dulce insípido para elaboraciones culinarias, y muy apreciada en la elaboración de sidra.

## Sinónimos
- "Manzana Altzola Makatza",
- "Altzola Makatza-Sagarra",
- "Manzana de Elgóibar".[6][7][8][6]

## Historia
'Altzola Makatza' es una variedad de manzana cultivada en el País Vasco, está considerada incluida en las variedades locales autóctonas muy antiguas, cuyo cultivo se centraba en comarcas muy definidas. Se caracterizaban por su buena adaptación a sus ecosistemas y podrían tener interés genético en virtud de su adaptación. Estas se podían clasificar en dos subgrupos: de mesa o de cocina, y de sidra (aunque algunas tenían aptitud mixta). Es muy apreciada en usos en preparados culinarios, y muy importante en la elaboración de sidra en el país vasco por su sabor soso.
'Altzola Makatza' es una variedad mixta, clasificada como muy buena en la elaboración de sidra, también se utiliza en la cocina por su sabor dulce insípido; difundido su cultivo en el pasado por los viveros comerciales y cuyo cultivo en la actualidad se ha reducido a huertos familiares, y apreciada también en elaboraciones culinarias. Variedad presente en Guipúzcoa, recogida en Alzola-Elgóibar, excelente variedad para elaboración de sidra.

## Características
El manzano de la variedad 'Altzola Makatza' tiene un vigor alto, es árbol de mediana producción; florece a finales de abril; tubo del cáliz en forma de embudo corto, y con los estambres situados en su mitad.
La variedad de manzana 'Altzola Makatza' tiene un fruto de tamaño mediano; forma algo cónica, redondeada, algo simétrica, atractiva a la vista; piel gruesa, blanda y áspera; con color de fondo amarillo, siendo el color del sobre color rojo ciclamen en forma de estrías y pinceladas más oscuras, importancia del sobre color alto, presenta lenticelas diminutas blanquecinas, sensibilidad al "ruginoso/"russetting" (pardeamiento áspero superficial que presentan algunas variedades) medio;pedúnculo de tamaño largo, delgado y relativamente fuerte, anchura de la cavidad peduncular media, profundidad de la cavidad pedúncular es media; calicina medio y semicerrado, profundidad de la cav. calicina menos profunda, de anchura media; sépalos triangulares en la base apretados.
Carne de color blanco amarillento, con textura blanda algo esponjosa aromática cuando madura, de zumo regular; el sabor característico de la variedad, dulce insípido; corazón de tamaño medio, desplazado. Eje abierto. Cavidades casi imperceptibles. Semillas aristadas, puntiagudas, de tamaño medio, color marrón claro uniforme.
La manzana 'Altzola Makatza' tiene una época de recolección a mediados de otoño, madura en octubre, de larga duración. Tiene uso mixto pues se usa como manzana para uso en cocina, y también sobre todo como manzana para la elaboración de sidra, como manzana sidrera es una variedad dulce insípida conocida y estimada entre los sidreros que a veces podría confundirse con la variedad llamada 'Potrokilo'.